# L'Illustré
Pour les articles homonymes, voir Illustré.

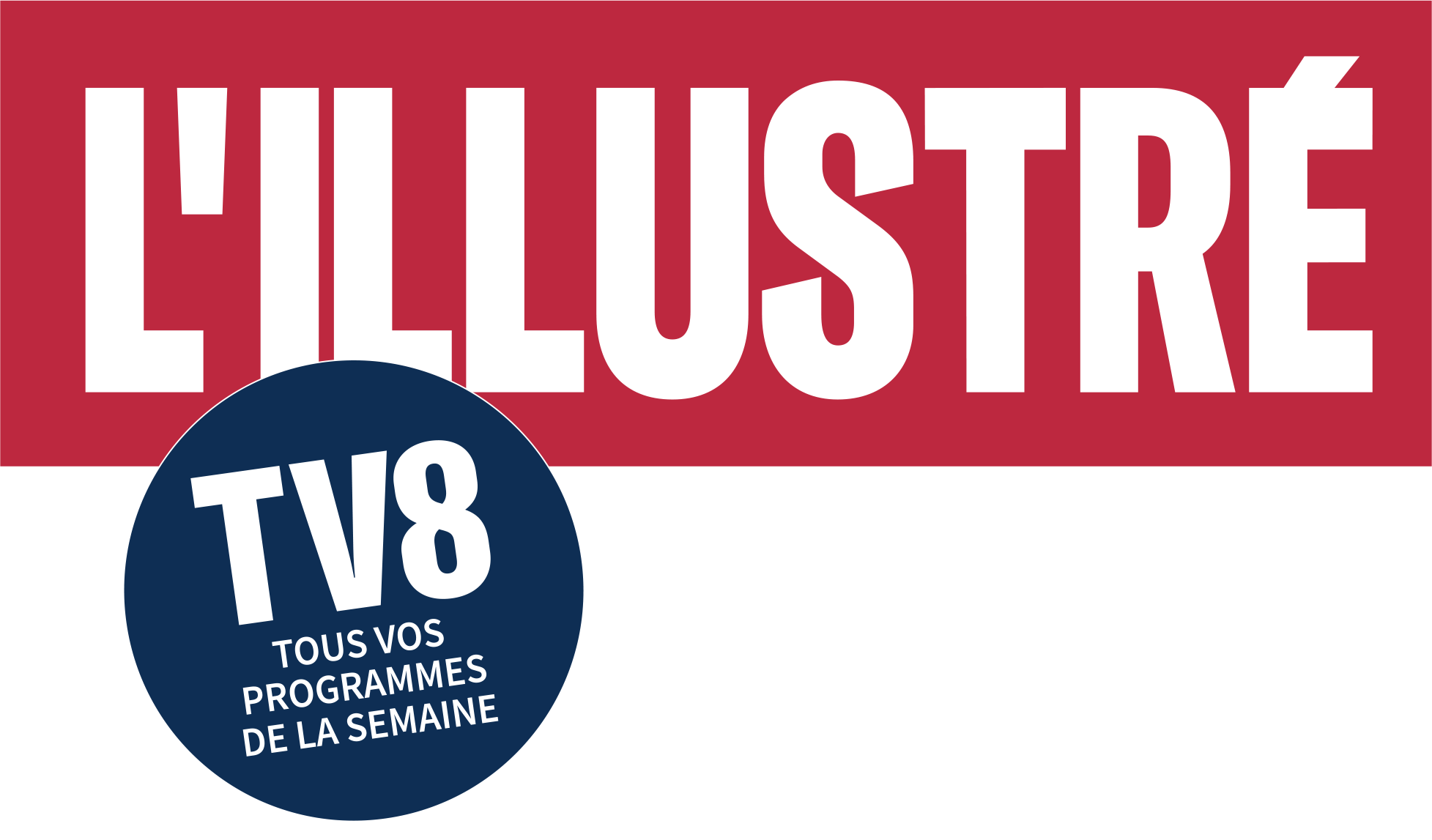
Logo

L’Illustré est un magazine suisse créé en 1921, édité à Lausanne. Il appartient au groupe de presse Ringier, qui édite également Blick et PME Magazine en Suisse romande. Il traite de l'actualité romande et des grands événements internationaux, tout en donnant une place importante à la photographie et aux personnalités locales.
En janvier 2023, L’Illustré a fusionné avec TV8, un hebdomadaire centenaire, donnant naissance à une nouvelle publication qui combine des articles de magazine avec le programme télévisé de la semaine,.

## Caractéristiques
L'illustré paraît chaque semaine le jeudi. Il est le magazine le plus lu en Suisse romande, avec un tirage diffusé est de 65’625 exemplaires (contrôlé REMP 2023). Chaque édition est lue par 233’000 personnes (MACH Basic 2024-1),. La rédaction compte une vingtaine de collaborateurs. Il est édité à Lausanne, en Suisse.

### Rédaction en chef
- 1989 - 1997: Jacques Poget[6]
- 1997 - 2000: Daniel Pillard[7]
- 2000 - 2003: Federico Camponovo[8]
- 2004 - 2010: Christophe Passer et Jean-Luc Iseli[9]
- 2010 - 2020 : Michel Jeanneret[9]
- 2021 - 2023: Stéphane Benoit-Godet[10]
- Depuis janvier 2023: Laurence Desbordes[2],[11]

## Histoire
L'illustré a été fondé le 10 septembre 1921. Le premier numéro, avec Guillaume Tell en couverture, adoptait un format inspiré de son grand frère alémanique, la Schweizerische Illustrierte Zeitung. Ce format le distinguait de ses concurrents français, comme Paris Match. Le modèle de L'illustré misait sur des photos marquantes, souvent de célébrités ou de figures populaires ,. 
Dans les années 1990, sous l'impulsion de Jacques Poget et Daniel Pillard, le magazine s’est recentré sur les figures locales. Cette démarche visait à renforcer son lien avec le public en mettant en lumière des personnalités suisses et romandes telles que Roger Federer, Bertrand Piccard ou encore Lolita Morena.
Les faits divers et grandes affaires ont aussi jalonné l’histoire du magazine, comme l’affaire du Temple solaire en 1994 ou la tragédie de Corinne Rey-Bellet en 2006, couvert par des reporters tel qu’Arnaud Bédat.
En 2021, L’Illustré a célébré son centenaire avec une édition spéciale de 200 pages, mettant en avant des portraits de lecteurs et des photos de personnalités romandes, comme le Prix Nobel Michel Mayor, la chanteuse Phanee de Pool ou encore le comédien Vincent Kucholl,.
En janvier 2023, L’Illustré a fusionné avec TV8, un hebdomadaire télévisuel suisse romand, donnant naissance à une nouvelle publication intitulée L’Illustré TV8 de 140 pages,. Cette fusion s’est accompagnée d’une campagne de communication dans toute la Suisse romande mettant en scène des personnalités suisses telles que Marie-Thérèse Porchet, Christian Constantin ou encore Sarah Atcho.